# Therese Torgersson
Therese Torgersson (Göteborg, 28 marzo 1976) è un'ex velista svedese.

## Palmarès

### Olimpiadi
- 1 medaglia:
  - 1 bronzo (Atene 2004 nella classe 470)